# Jaźwiny (województwo lubelskie)
Jaźwiny – wieś w Polsce położona w województwie lubelskim, w powiecie bialskim, w gminie Biała Podlaska.

## Części wsi
| SIMC    | Nazwa       | Rodzaj     |
| ------- | ----------- | ---------- |
| 0010688 | Helenów     | kolonia    |
| 1027194 | Kazimierzów | przysiółek |

Wieś jest sołectwem w gminie Biała Podlaska. Według Narodowego Spisu Powszechnego z roku 2011 wieś liczyła 242 mieszkańców.
Wierni Kościoła rzymskokatolickiego należą do parafii św. Anny w Białej Podlaskiej.

## Historia
Jażwiny Podlaskie jest najbardziej wysuniętą na wschód spośród kilkunastu wsi założonych na obszarze Polski w czasach Piastowskich przez plemię Jaćwingów. Jaćwingowie przebywali we wsi najprawdopodobniej w X wieku. Wytwarzali w niej smołę drzewną, pozyskiwaną z tamtejszych licznych lasów, stąd właśnie pochodzi inna nazwa Jaźwin "Smolne piece". Jaćwingowie znów pojawili się we wsi ok. 1283 r., kiedy to zostali podbici i wysiedleni przez wspólne akcje książąt polskich, ruskich oraz Krzyżaków z Jaćwieży.
W latach 1569–1795 miejscowość administracyjnie należała do województwa brzeskolitewskiego, w latach 1795–1914 do guberni siedleckiej, przez większość lat 1914–1975 do województwa lubelskiego, a w latach 1975–1998 do województwa bialskopodlaskiego.
Słownik geograficzny Królestwa Polskiego zawiera tylko wzmiankę o Jaźwinach Podlaskich:,,(...)Wieś powiatu bialskiego, gminy Sidorki, parafii Biała. Nie pomieszczona w spisie urzędowym w Pam.Kniżce za 1877 r.(...)"

## Edukacja
We wsi znajduje się filia Szkoły Podstawowej w Sławacinku Starym.

## Geografia i komunikacja
Wieś położona jest na podmokłym terenie i otoczona od wschodu, zachodu i południa lasem. Do wsi można dojechać od drogi krajowej nr 2 (E30) przez Porosiuki i przysiółek Helenów, między którymi jedzie się przez las. Między Helenowem a Jaźwinami jest droga gruntowa. W centrum wsi mieści się skrzyżowanie. Jadąc od niego na północny wschód dojedziemy do miejscowości Sokule, natomiast na południowy zachód droga prowadzi do lasu. Do niedawna w okolicy wsi mieściło się małe bajoro, które jednak wyschło.